# Lijst van burgemeesters van Kloetinge
Dit is een lijst van burgemeesters van de voormalige Nederlandse gemeente Kloetinge tot die in 1970 opging in de gemeente Goes.
| Ambtsperiode | Naam burgemeester                                       | Partij of stroming | Bijzonderheden                                                                          |
| ------------ | ------------------------------------------------------- | ------------------ | --------------------------------------------------------------------------------------- |
| ??           | ??                                                      |                    |                                                                                         |
| 18?? - 1842  | Hubert Marinus van der Bilt van Kloetinge               |                    |                                                                                         |
| 1844 - 1853  | Willem Albert de Laat de Kanter                         |                    |                                                                                         |
| 1853 - 1879  | Jan (J.) Trimpe                                         |                    |                                                                                         |
| 1880 - 1889  | Cornelis (C.) Caboort                                   |                    |                                                                                         |
| 1889 - 1894  | jhr. Samuel Maria van Reigersberg Versluijs             |                    |                                                                                         |
| 1894 - 1900  | Constantijn Assuerus Sprenger                           |                    |                                                                                         |
| 1900 - 1916  | Willem Frederik Johan Wagtho                            |                    |                                                                                         |
| 1916 - 1922  | August Thomas Adriaan Wagtho                            |                    | later burgemeester van Diepenheim                                                       |
| 1922 - 1940  | Cornelis Zandee                                         |                    |                                                                                         |
| 1940 - 1942  | mr. Hendrik Nicolaas baron Schimmelpenninck van der Oye | CHU                |                                                                                         |
| 1943 - 1944  | Martinus (M.) Tuiten                                    | NSB                | eerder burgemeester van Westkapelle                                                     |
| 1945 - 1965  | mr. Hendrik Nicolaas baron Schimmelpenninck van der Oye | CHU                |                                                                                         |
| 1966 - 1970  | Pieter (P.) Daniëlse                                    |                    | eerder burgemeester van Ritthem, tevens waarnemend burgemeester Kattendijke (1968-1970) |